# Lippia dulcis
Espèce
Synonymes
- Phyla dulcis (Trevir.) Moldenke - nom correct[1]
- Phyla scaberrima (A. Juss. ex Pers.) Moldenke
- Zapania scaberrima A. Juss. ex Pers.[2]

Lippia dulcis est une espèce de plantes à fleurs de la famille des Verbenaceae. C'est une herbe vivace originaire du Mexique, des Caraïbes, d'Amérique centrale, de Colombie et du Venezuela.
L'herbe est connue depuis longtemps et était largement utilisée par les Aztèques sous le nom de Tzonpelic xihuitl, signifiant « l'herbe sucrée ». Elle fut découverte par les occidentaux par le médecin et botaniste espagnol Francisco Hernández durant son voyage en Amérique centrale entre 1572 et 1577. Elle est connue sous plusieurs appellations, telles que « Aztec sweetherb  », « Mexican lippia » et « honeyherb » dans le monde anglo-saxon, et « Hierba Dulce » dans le monde hispanique...
Elle a été historiquement utilisée comme édulcorant naturel et herbe médicinale au Mexique et en Amérique centrale. Le composé responsable de la saveur sucrée a été isolé à partir de la plante en 1985, par Douglas Kinghorn de l'Université de l'Illinois à Chicago. Il a été nommé hernandulcine en hommage au botaniste espagnol qui a découvert la plante. L'hernandulcine est un sesquiterpène à la saveur sucrée 1 000 fois supérieur au sucre.
L'herbe contient aussi un composé odorant, à la saveur amère et au goût frais, le camphre, qui est toxique à haute dose. Deux chémotypes de la plante ont été découverts, l'un possédant une quantité importante d'hernandulcine (chémotype hernandulcine), et l'autre de camphre (chémotype camphre).